# Evenkia
Evenkia è un genere estinto di pesci ossei appartenente alla famiglia Scanilepididae e all’ordine Scanilepiformes, vissuto durante il Triassico inferiore in quella che oggi è la regione della Bassa Tunguska, in Siberia.

## Descrizione
Questo pesce si distingue per una lunga pinna dorsale, simile a quella del genere affine Scanilepis, ma con un numero inferiore di raggi. Anche la pinna anale è lunga, ma posizionata più posteriormente rispetto a Scanilepis.
Le pinne pelviche sono piccole in entrambi i generi e sono tutte costituite da lepidotrichi contigui, suddivisi in segmenti quadrangolari ordinatamente disposti, eccetto nella regione caudale. Le somiglianze tra Evenkia e Scanilepis includono la forma del osso mascellare con placca posteriore elevata e un preopercolo inclinato.
Tuttavia, Evenkia differisce in maniera significativa per alcuni dettagli morfologici. Secondo Berg (1941), Evenkia si distingue da Scanilepis per il numero di creste di ganoina sui segmenti dei lepidotrichi, che varia da 4 a 5 in Scanilepis e può arrivare fino a 10 in Evenkia. La pinna dorsale di Evenkia presenta oltre 75 raggi, rispetto ai circa 150 di Scanilepis, mentre la pinna anale possiede 28 raggi contro i 23 di Scanilepis. Inoltre, Evenkia presenta sotto la dorsale e l’anale piccole scaglie intermedie, che si fondono direttamente con le grandi scaglie del corpo, assenti in Scanilepis. Le scaglie di Evenkia non mostrano crenature posteriori, a differenza di quelle di altri generi simili.

## Classificazione
Il genere Evenkia fu descritto per la prima volta da Berg nel 1941, sulla base di resti fossili rinvenuti nei sedimenti del bacino carbonifero della Tunguska. La specie tipo è Evenkia eunotoptera.
Nonostante le differenze, Evenkia e Scanilepis condividono importanti caratteristiche anatomiche che giustificano la loro inclusione nella famiglia degli Scanilepidae. Queste affinità comprendono la disposizione dei lepidotrichi, la morfologia della mascella e del preopercolo, la lunghezza della pinna dorsale e la posizione delle pinne.